# Syllis buchholziana
Syllis buchholziana är en ringmaskart som beskrevs av Grube 1877. Syllis buchholziana ingår i släktet Syllis och familjen Syllidae. Inga underarter finns listade i Catalogue of Life.